# Megami Tensei Gaiden: Last Bible
Megami Tensei Gaiden : Last Bible (女神転生外伝 ラストバイブル, « Récit Annexe de la Réincarnation de la Déesse : Dernière Bible ») est une série de jeux vidéo de rôle développée par Multimedia Intelligence Transfer, Sega, et Menue, et éditée par Atlus et Sega sur plusieurs plateformes.
Le premier jeu de la série, Revelations: The Demon Slayer, est sorti en 1992. Après The Demon Slayer, deux suites et cinq spin-offs sont sortis. Dans les jeux principaux, les joueurs explorent l'univers du jeu et combattent des monstres dans des combats basés sur des menus. Les joueurs peuvent aussi essayer de recruter les monstres dans leurs équipes, et peuvent fusionner deux monstres alliés en un nouveau plus puissant, afin d'essayer d'avoir des monstres plus puissants. Le spin-off Another Bible est un jeu de stratégie au tour par tour, tandis que Last Bible Special est un jeu vidéo de rôle vu à la première personne.
Cette série fait partie de la franchise Megami Tensei, mais comme Last Bible fut développé pour une plus grande audience, y compris des enfants, la série adopte un ton plus léger comparé à Shin Megami Tensei. Par exemple, les joueurs rencontrent des monstres plutôt que des démons, et la plupart des jeux Last Bible prennent place dans un monde fantasy médiéval. La musique des deux premiers jeux est composée par Hiroyuki Yanada et Iwao Mitsunaga, Yanada composant seul celle de Last Bible III, et Manami Matsumae celle de Another Bible. Les critiques sont plutôt positives à l'égard de la série, mais les graphismes des jeux reçoivent des avis mitigés. La musique, en particulier celle des deux premiers jeux, est bien reçue. Plusieurs albums musicaux contenant les bande-sons des jeux ont été publiés par  Sweep Records.

## Jeux
| 1992 | Revelations: The Demon Slayer                                         |
| 1993 | Megami Tensei Gaiden: Last Bible II                                   |
| 1994 |                                                                       |
| 1995 | Last Bible III Another Bible Megami Tensei Gaiden: Last Bible Special |
| 1996 |                                                                       |
| 1997 |                                                                       |
| 1998 |                                                                       |
| 1999 |                                                                       |
| 2000 |                                                                       |
| 2001 |                                                                       |
| 2002 |                                                                       |
| 2003 |                                                                       |
| 2004 |                                                                       |
| 2005 |                                                                       |
| 2006 |                                                                       |
| 2007 |                                                                       |
| 2008 | Megami Tensei Gaiden: Last Bible New Testament                        |
| 2009 | Megami Tensei Gaiden: Last Bible New Testament II                     |
| 2010 | Megami Tensei Gaiden: Last Bible New Testament III                    |

- Revelations: The Demon Slayer, originellement développé au Japon sous le nom de Megami Tensei Gaiden: Last Bible, est le premier jeu de la série. Il est sorti sur Game Boy le 23 décembre 1992 au Japon[1], sur Game Gear le 22 avril 1994 au Japon[2], et sur Game Boy Color le 19 mars 1999 au Japon et en août 1999 en Amérique du Nord[3],[4]. Le jeu suit El, un garçon qui étudie la magie avec son professeur Zodia[5].
- Megami Tensei Gaiden: Last Bible II est le deuxième jeu de la série. Il est sorti sur Game Boy le 19 novembre 1993[6], et sur Game Boy Color le 16 avril 1999[7]. Le jeu suit Yuri, un garçon élevé par des monstres[8].
- Last Bible III est le troisème jeu de la série. Il est sorti sur Super Nintendo le 4 mars 1995[9]. Le jeu suit Ciel, un garçon quittant sa ville natale pour partir en voyage[8].[évasif]
- Another Bible est un spin-off[10]. Il est sorti sur Game Boy le 4 mars 1995[11], et pour téléphones portables le 18 juin 2009[12]. Le jeu suit Rashiel, un garçon qui sauve une fille des bandits et part à l'aventure avec elle[10].
- Megami Tensei Gaiden: Last Bible Special est le cinquième jeu de la série. Il est sorti sur Game Gear le 24 mars 1995[13]. Le jeu prend place durant les temps bibliques, et suit un héros nommé Mahtel[10].
- Megami Tensei Gaiden: Last Bible New Testament est une série de  jeux mobile sortie au Japon en trois épisodes : le 10 septembre 2007[14], le 18 août 2008[15], et le 17 septembre 2010[16].

## Système de jeu
Revelations: The Demon Slayer, Last Bible II, et Last Bible III sont des jeux vidéos de rôle qui ont tous un gameplay similaire inspiré des jeux Pokémon,. Les joueurs explorent l'univers du jeu et combattent différent types de monstres. En combat, les joueurs choisissent les commandes à exécuter pour leurs personnages à partir d'un menu. Les joueurs peuvent attaquer avec des attaques physiques ainsi qu'avec des sorts magiques, des types de magie différents sont efficaces contre les différents types de monstres. Les personnages de l'équipe du joueur apprennent de nouveaux sorts au fur et à mesure du jeu. En vainquant des monstres, les joueurs gagnent des points d'expérience et de l'argent. Au fur et à mesure que les personnages gagnent des points d'expérience, le joueur obtient des points qu'il peut ajouter aux attributs de ses personnages. Par exemple, le joueur peut ajouter des points à la vitesse d'un personnage, ce qui permet à ce dernier de bouger plus tôt dans le combat. Les joueurs peuvent utiliser l'argent qu'ils ont gagné en combat pour acheter des armures, des armes, ainsi que des objets dans des magasins trouvés dans le monde du jeu.
Le joueur peut choisir de parler aux monstres plutôt que de les combattre, afin d'essayer de les recruter dans son équipe. Il peut sélectionner lequel de ses personnages utiliser pour recruter des monstres, les personnages variant dans leur capacité à recruter des monstres. Le joueur peut aussi retenir parmi ses monstres alliés lequel utiliser pour recruter d'autres monstres. Le joueur peut également utiliser un type de magie appelé « Combine » pour fusionner deux monstres alliés en un nouveau monstre. En faisant cela, le joueur gagne accès à des monstres plus puissants. Dans Last Bible II, le joueur peut augmenter la puissance de ses monstres en leur donnant des accessoires. Dans Last Bible III, il a accès à une jauge qui montre comment les réponses qu'il donne pendant une conversation affectent les monstres. The Demon Slayer comprend un mode multijoueur déblocable dans lequel deux joueurs peuvent faire s'affronter leurs équipes respectives.
Another Bible est un jeu de stratégie au tour par tour dans lequel le joueur peut bouger ses personnages sur des tuiles et leur faire combattre des ennemis,. Le gameplay alterne entre trois types de segments : la préparation au combat, le combat en lui-même et les villes. Pendant les segments de préparation, le joueur choisit quel personnage il veut envoyer, et pendant les segments en ville, le joueur achète et vend des objets et collecte des informations nécessaires pour accéder à la zone suivante. De manière similaire aux opus numérotés de Last Bible, le joueur peut fusionner et recruter des monstres dans Another Bible,. Last Bible Special est un jeu vidéo de rôle en vue à la première personne dans lequel le joueur doit traverser quatre donjons,.

## Développement
Last Bible fait partie de la franchise Megami Tensei, mais comme Last Bible a été développé pour une plus grande audience, y compris des enfants, la série adopte un ton plus léger comparé aux jeux Shin Megami Tensei. Par exemple, les joueurs rencontrent des monstres au lieu de démons, et le jeu prend place dans un monde fantasy médiéval,. Plusieurs entreprises sont impliquées dans la production de la série : les opus numérotés sont développés par Multimedia Intelligence Transfer,, la version Game Gear de Revelations: The Demon Slayer est conçue par Sega, et les jeux mobiles  New Testament ainsi que Another Bible sont développés par Menue,,,. Atlus édite tout les jeux à part Last Bible Special et la version Game Gear de The Demon Slayer, qui sont édités par Sega,,,,,. Atlus est également en charge de la localisation et de l'édition de la version Game Boy Color de The Demon Slayer aux États-Unis. Les deux jeux Game Gear Last Bible et Last Bible Special sont inclus sur la variante rouge de la microconsole Game Gear Micro, qui sort le 6 octobre 2020 au Japon,.
La musique de The Demon Slayer et Last Bible II est composée par Hiroyuki Yanada et Iwao Mitsunaga,, et contient de la musique rock progressif. Yanada compose également la musique de Last Bible III, mais sans Mitsunaga. La musique de ce jeu inclut des exemples de bossa nova. La musique de Another Bible est composée par Manami Matsumae. Sweep Records publie plusieurs albums des bandes-son des jeux dans le cadre de leur série Discovery, où ils sortent des albums de bandes-son pour des musiques de jeux qui n'avaient pas été publiées auparavant sous forme d'album. L'album Megami Tensei Gaiden: Last Bible Soundtrack sort le 15 septembre 2010, Megami Tensei Gaiden: Last Bible II Soundtrack le 7 octobre 2010, Megami Tensei Gaiden: Another Bible Soundtrack le 19 janvier 2011, et Last Bible III Soundtrack le 5 octobre 2011.

## Réception
| Jeux                                     | Famitsu |
| ---------------------------------------- | ------- |
| Revelations: The Demon Slayer            | 25/40   |
| Megami Tensei Gaiden: Last Bible II      | 23/40   |
| Last Bible III                           | 29/40   |
| Another Bible                            | 33/40   |
| Megami Tensei Gaiden: Last Bible Special | -       |

### Revelations: The Demon Slayer
Adam Cleveland d'IGN qualifie Revelations: The Demon Slayer de jeu amusant mais pas innovant. Cependant, le magazine américain Nintendo Power le trouve innovant, citant, par exemple, l'option de combat automatique. Cleveland n'aime pas le système de conversation des monstres, qu'il trouve irritant ; il souligne que les joueurs ne savent jamais quelle réponse donner à un monstre et que les questions posées par ces derniers semblent monotones en raison de leur répétition fréquente. Les rédacteurs du magazine japonais Famitsu trouvent le système de fusion des monstres amusant. Kurt Kalata et Christopher J. Snelgrove écrivent pour Hardcore Gaming 101 que même si The Demon Slayer n'est en aucun cas un jeu exceptionnel, il est l'un des rares jeux de rôle convenables sur Game Boy. Cleveland apprécie les graphismes de la version Game Boy Color de The Demon Slayer, affirmant qu'ils lui rappellent les « merveilles 8-bit des années passées ». Nintendo Power trouve que les graphismes de cette version sont bons, mais manquent de la richesse des jeux plus récents sur la console. Ils détestent particulièrement les arrière-plans, qu'ils qualifient de « très fades ». Les graphismes de la version Game Gear réalisée par Sega sont salués par l'équipe de Hardcore Gaming 101. 
Nintendo Power qualifie la musique de The Demon Slayer de suprêmement bonne. Cleveland l'apprécie également, soulignant qu'elle s'intègre toujours bien à toutes les situations dans lesquelles elle est jouée. Kalata et Snelgrove la trouve entraînante. Don de Square Enix Music Online indique que The Demon Slayer a une bande-son solide pour un jeu de rôle sur Game Boy, mettant en avant spécifiquement « Opening » comme un morceau bien composé, avec son atmosphère « exotique et mystérieuse ». Patrick Gann de RPGFan déclare que The Demon Slayer posséde une musique fantastique mais sous-estimée, bien que la bande-son soit courte.

### Megami Tensei Gaiden: Last Bible II
Don trouve que la bande-son de Last Bible II est meilleure que celle du premier jeu, en notant que plusieurs morceaux, dont « Temple », « Field », « Boss Battle » et « Dungeon », sont meilleurs que leurs homologues du premier jeu. Il dit que «Gaia», le morceau joué pendant le combat contre le boss final, est probablement le meilleur de tous les morceaux des deux premiers jeux. Gann trouve également la musique de Last Bible II supérieure à celle du premier jeu. Il apprécie que la bande-son soit plus longue que celle du premier jeu et remarque qu'il n'y a pas de mélodies « empruntées » à la bande-son de The Demon Slayer.  Kalata et Snelgrove trouvent que la palette de couleurs des versions Game Boy Color des deux premiers jeux est terrible, mais notent que la version Game Gear du premier jeu est bien meilleure et qu'elle est très réussie pour un jeu portable ; ils soulignent particulièrement ses séquences cinématiques, qu'ils qualifient d'impressionnantes.

### Last Bible III
Dans la critique des rédacteur de Famitsu de Last Bible III, ils notent à quel point le jeu diffère de la série Megami Tensei, le comparant plutôt à Final Fantasy.  Kalata et Snelgrove  estiment que Last Bible III est le meilleur jeu de la série. Ils commentent également que certains designs de monstres dans Last Bible III sont étranges. Gann trouve que la sonorité de  Last Bible III est faible, mais aime plusieurs des compositions. Famitsu juge que les graphismes de Last Bible III sont bons, mais trouve ceux de Another Bible bon marché. 

### Another Bible
Tant Don que Gann estiment que la musique de Another Bible est inférieure à celle des jeux précédents de la série,. Cependant, Don apprécie plusieurs morceaux, dont « Beginning Moment », qu'il trouve accrocheur et avec une mélodie fantastique, et « Hiding All Feeling », qu'il juge être le morceau le plus réussi de la bande-son du jeu.
Kalata et  Snelgrove  trouvent que l'apparence des personnages dans Another Bible est faite pour plaire à un jeune public et notent des problèmes graphiques lorsque les joueurs se déplacent dans le jeu. Ils apprécient les arrière-plans de Last Bible Special.